# Šmiklavž, Hodiše
Šmiklavž (nemško St. Nikolai) je naselje v Občini Hodiše v Okraju Celovec-dežela na Koroškem v Avstriji.